# Sindrome di Gitelman
La sindrome di Gitelman è una malattia genetica, ad ereditarietà autosomica recessiva, che colpisce i tubuli distali dei nefroni. Questa malattia è caratterizzata da un'eccessiva concentrazione di sodio nel lume del tubulo distale; esso, interscambiandosi con il potassio, dà luogo a un'alcalosi metabolica determinata da ipokaliemia, ipomagnesiemia e ipocalciuria (ridotta concentrazione di ioni calcio Ca2+ nelle urine). Questa patologia fu descritta per la prima volta nel 1966 dal medico H.J. Gitelman e dai suoi collaboratori.
La sindrome di Gitelman è causata da una mutazione del gene SLC12A3, il quale codifica per una proteina deputata al trasporto del sodio e del cloruro verso i tubuli renali; attraverso questa attività di trasporto, viene regolato il riassorbimento degli elettroliti e, conseguentemente, in condizioni non patologiche, si conserva l'omeostasi elettrolitica.